# Runggnöf

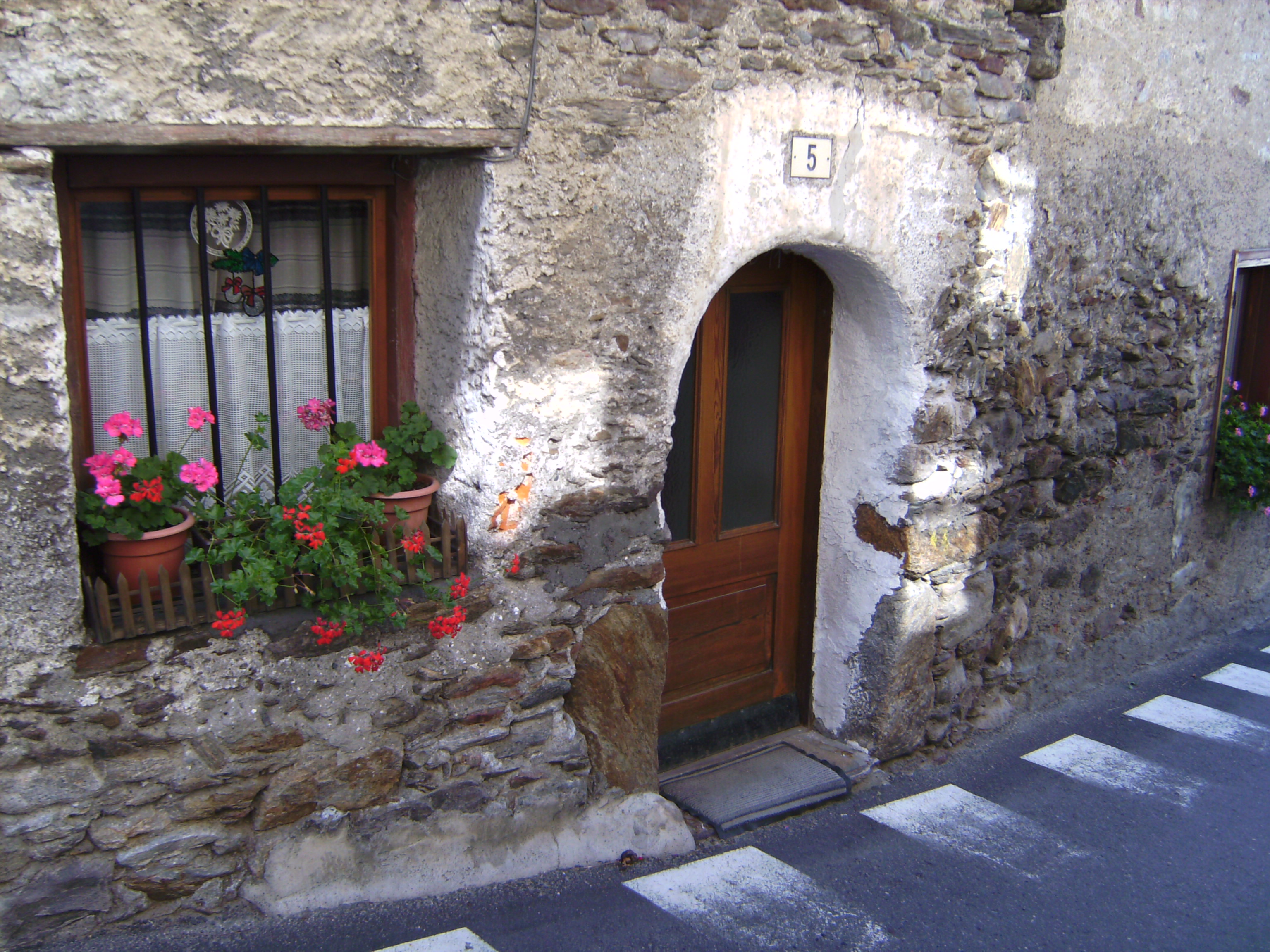
Runggnöf in Vetzan

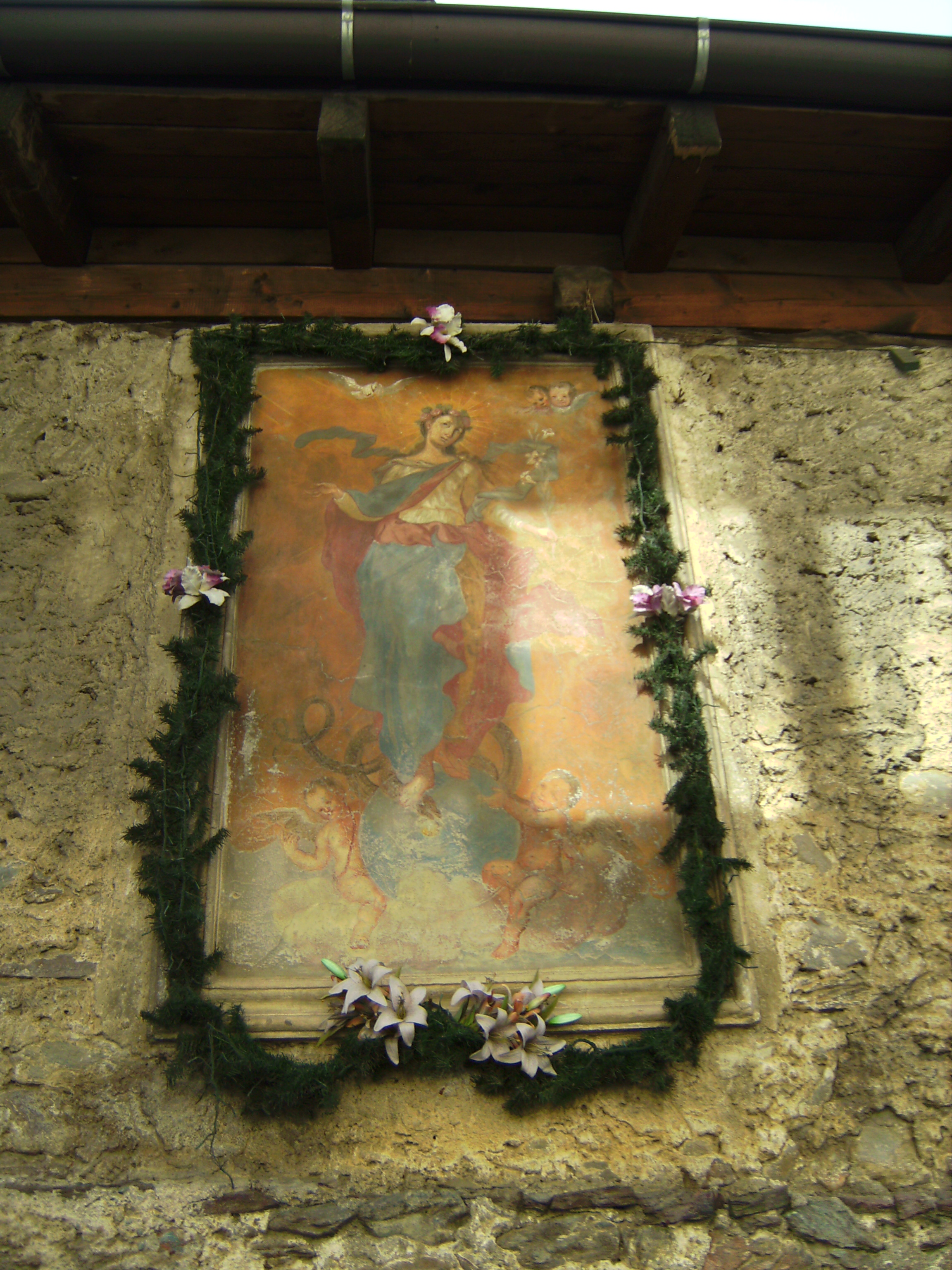
Freskenmalerei

Das Haus Runggnöf (auch „Ferdi“ genannt) liegt an der engsten Stelle der Dorfstraße von Vetzan, einer Fraktion der Marktgemeinde Schlanders.
Erstmals erwähnt wurde im Jahre 1534 ein „Villip zu rungknöffer zu Vetzn“ als Besitzer.
Es handelt sich hierbei um das unscheinbar gestaltete Wohnhaus eines bäuerlichen Anwesens, das unmittelbar an den Schmalzhof grenzt. Herausragend sind lediglich die Renaissancestube von 1599 in der Südostecke des Obergeschosses und die Freskenmalerei aus dem 18. Jahrhundert an der Vorderseite des Hauses. Das Bild ist mit einem plastischen Stuckrahmen eingefasst und zeigt die Unbefleckte Mutter Gottes (Immaculata), die auf einem von Engeln gehaltenen Globus steht und als Sinnbild für alle Sünden der Welt eine Schlange zertritt. Der in den Himmel Auffahrenden erscheint neben dem Heiligen Geist ein Engelspaar.
Die zwischen dem Ruggnöf und dem Schmalzhof bestehende Baulücke wurde wahrscheinlich nach dem Abgang der „Faller Lahn“ (Mure des Fallerbachs, auch „Vetzaner Lahn“ genannt) am 16. Juni 1840, zugemauert.
Das Haus ist bewohnt.